# Snagov (wyspa)
Snagov – wyspa na jeziorze Snagov w południowej Rumunii.
Leży w północnej, najszerszej części jeziora, ok. 120–140 m od jego brzegów. Ma kształt wydłużony w osi pn.-wsch. – pd.-zach. o wymiarach maksymalnych 390 x 170 m. Jest niska, płaska, wzdłuż brzegów obrośnięta pasem drzew. Toń wodna przy brzegach częściowo zarośnięta rozległymi płatami roślin pływających. Pierwotnie dostęp do wyspy był jedynie droga wodną, obecnie łączy ją z brzegiem (z miejscowością Siliștea Snagovului) most.
Już prawdopodobnie w końcu XIV w. z inicjatywy hospodara wołoskiego Mirczy Starego na wyspie powstały pierwsze zabudowania monasteru Snagov, który w następnych dziesięcioleciach bywał wielokrotnie schronieniem kolejnych władców Wołoszczyzny w chwilach walk wewnętrznych i wojen z sąsiadami. Z czasem klasztor stał się znaczącym ośrodkiem kultury w tej części Bałkanów. Przez pewien czas wyspa była również miejscem zesłania Konstantyna Kantakuzena (1639-1716) – bojara, a jednocześnie historyka i pisarza, czołowego wołoskiego humanisty, ojca hospodara Stefana II. Później byli tu więzieni niektórzy uczestnicy ruchów rewolucyjnych lat 40. XIX w.